# Ukrajna diplomáciai misszióinak listája

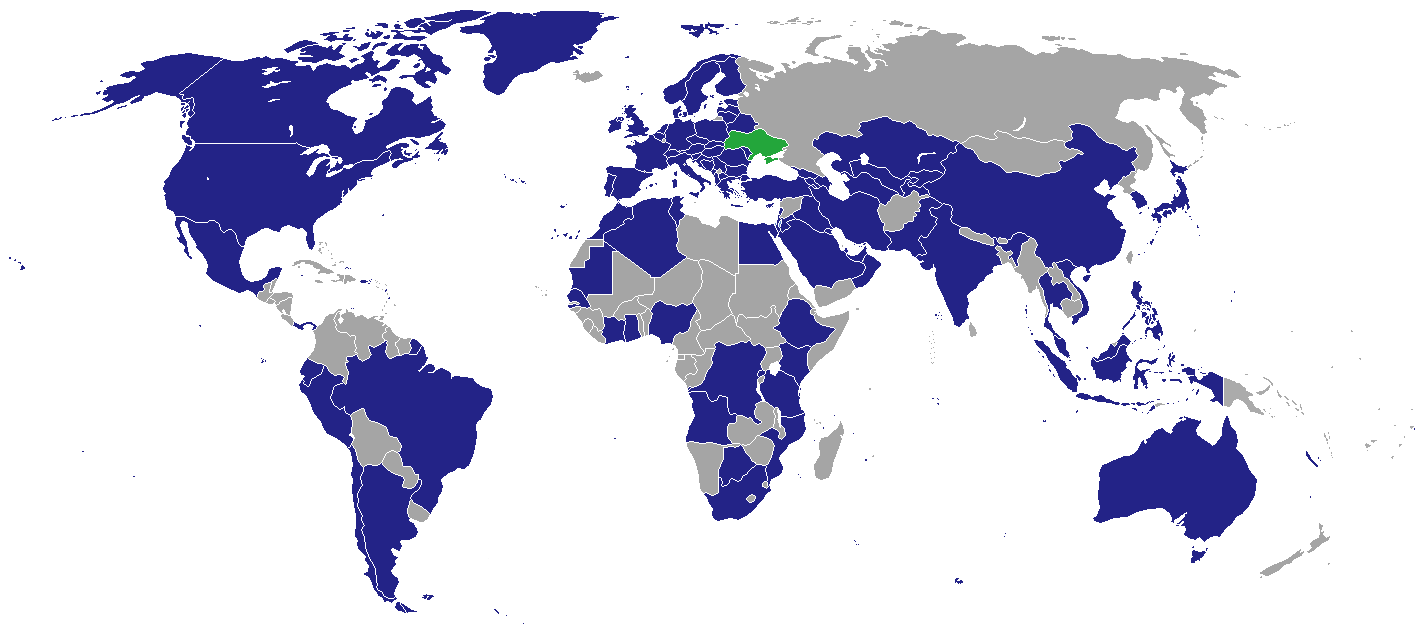
Országok (kékkel), melyekkel Ukrajna diplomáciai kapcsolatban áll.

Ukrajna diplomáciai misszióinak listája tartalmazza az ukrán kormány által nemzetközi szerződések alapján létrehozott nagykövetségeket, követségeket, főkonzulátusokat, konzulátusokat, alkonzulátusokat és képviseleti irodákat. Nem tartalmazza azonban a tiszteletbeli konzulokat. Tartalmazza azokat a reprezentatív képviseleteket is, melyeket Ukrajna a nemzetközi szervezetekhez delegált. Amennyiben valamelyik képviseletnek van Wikipédia szócikke, úgy azt jelöljük.

## Európa

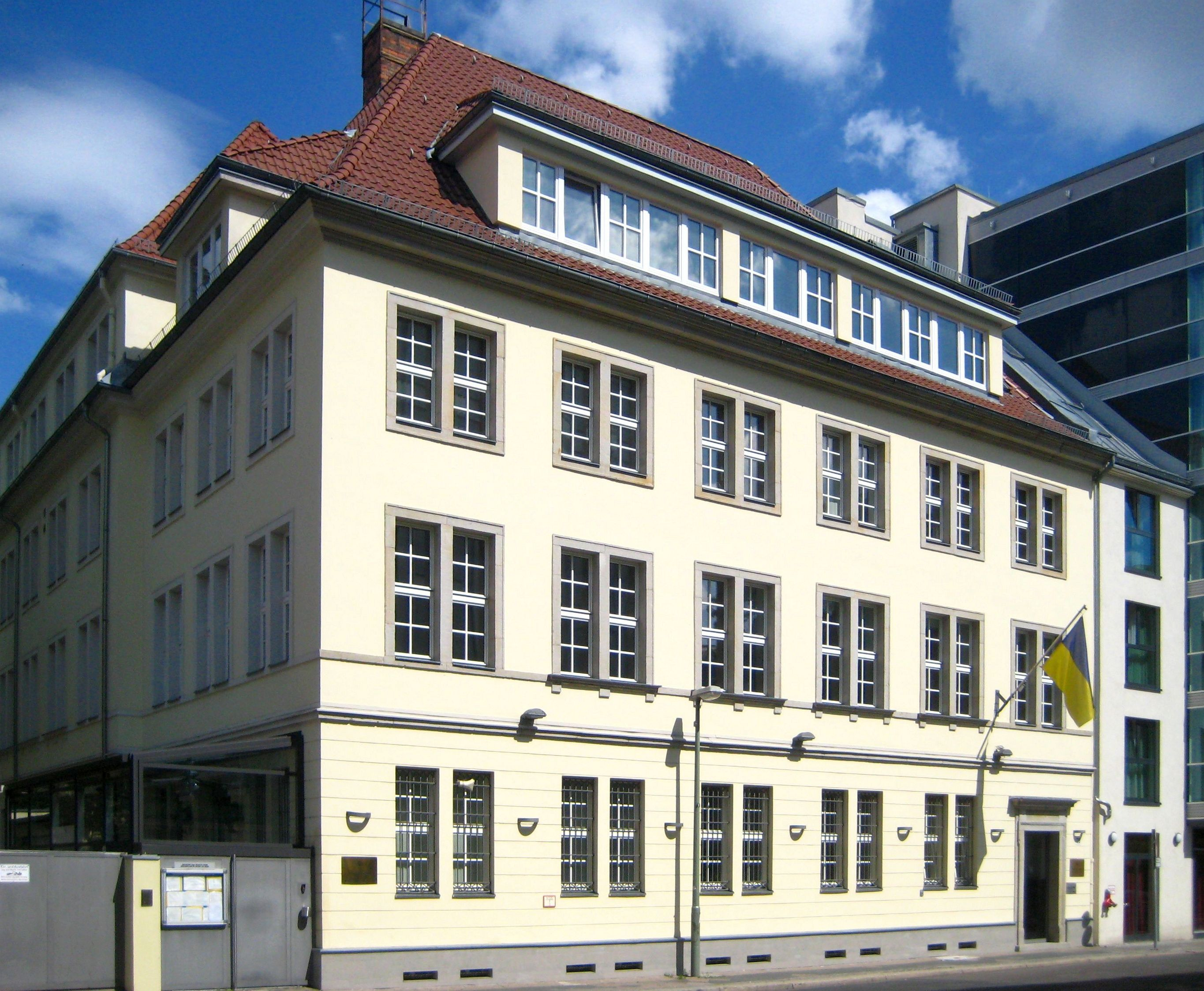
Nagykövetség Berlinkben

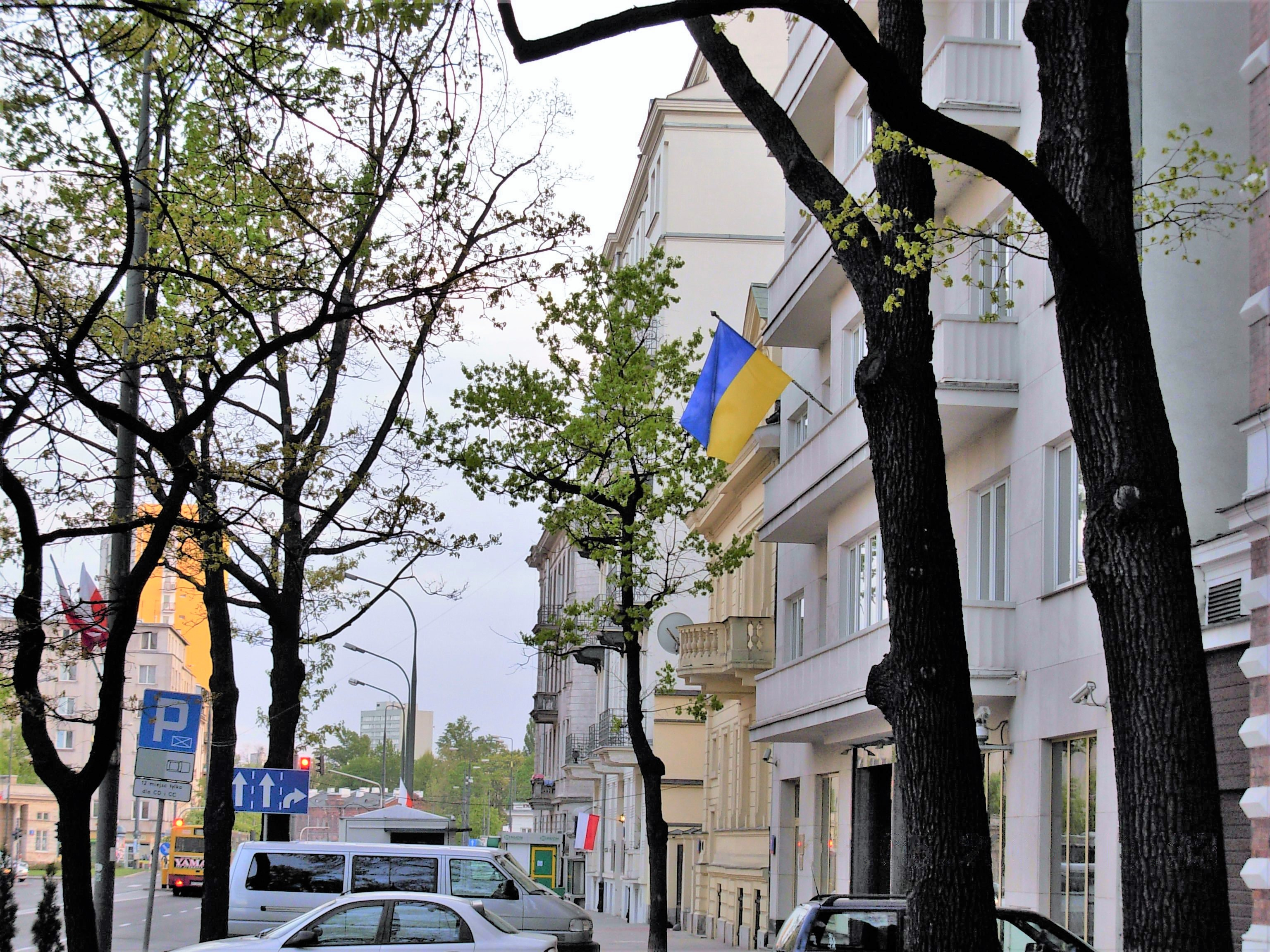
Ukrajna varsói nagykövetsége

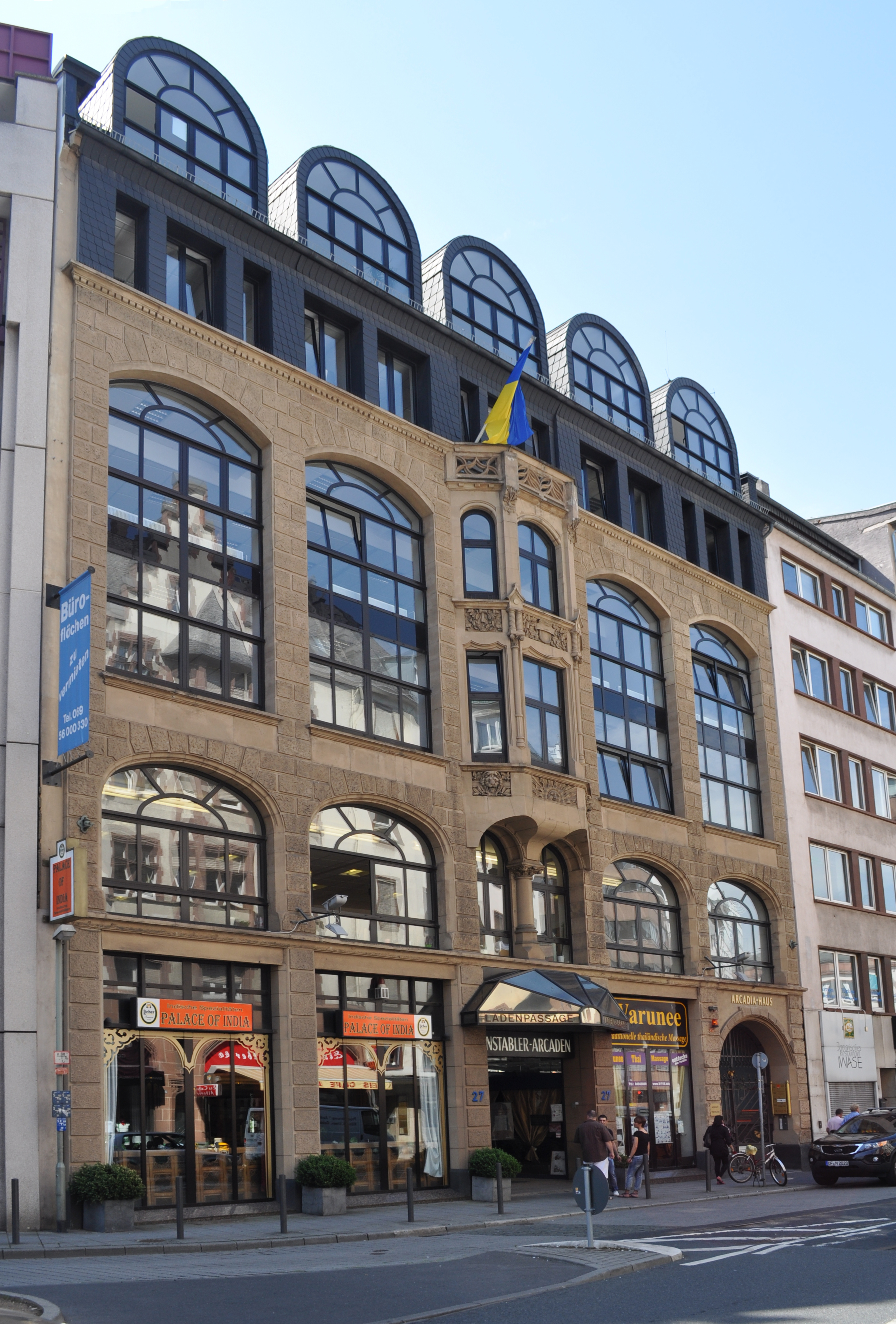
Ukrajna frankfurti főkonzulátusa

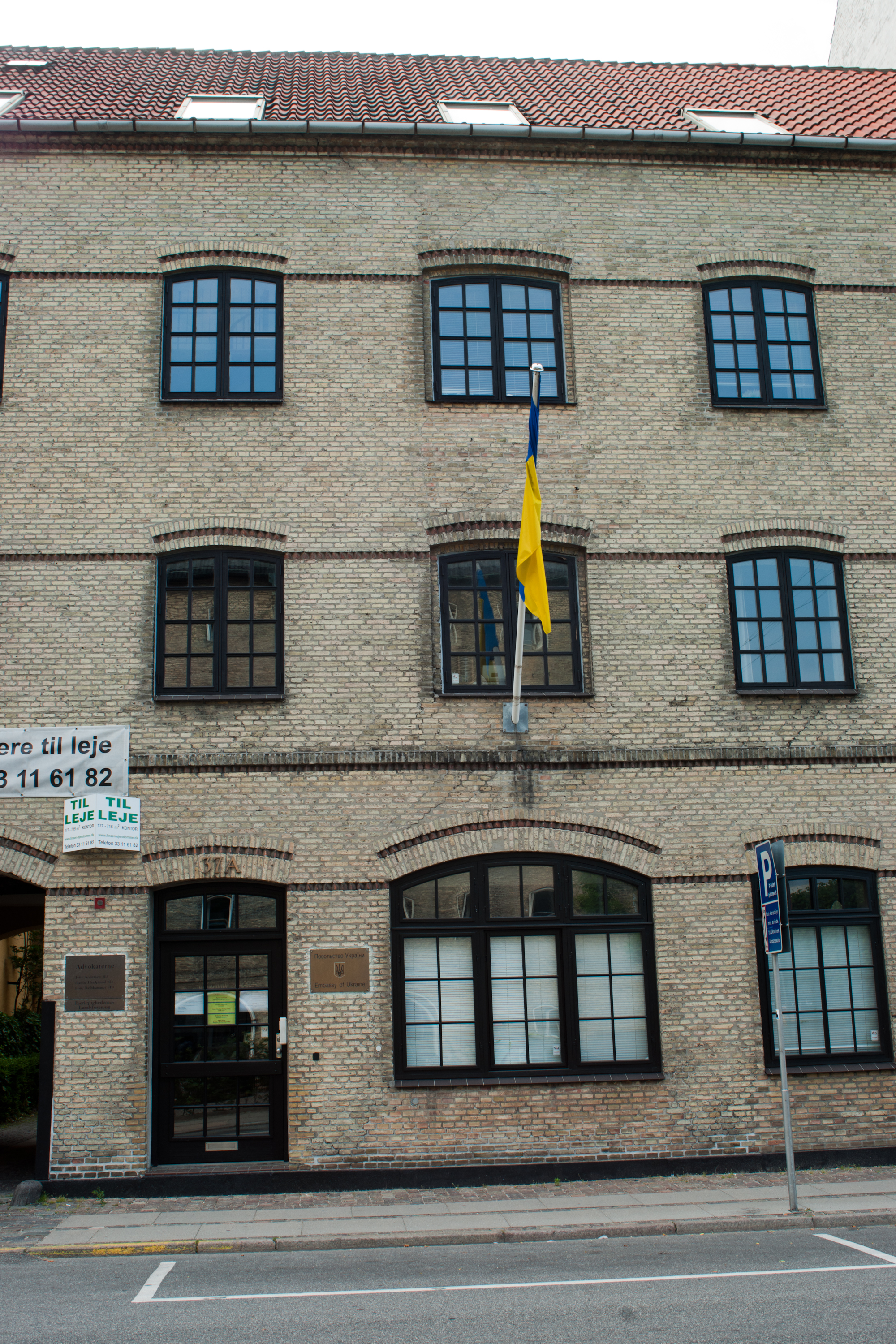
A koppenhágai nagykövetség

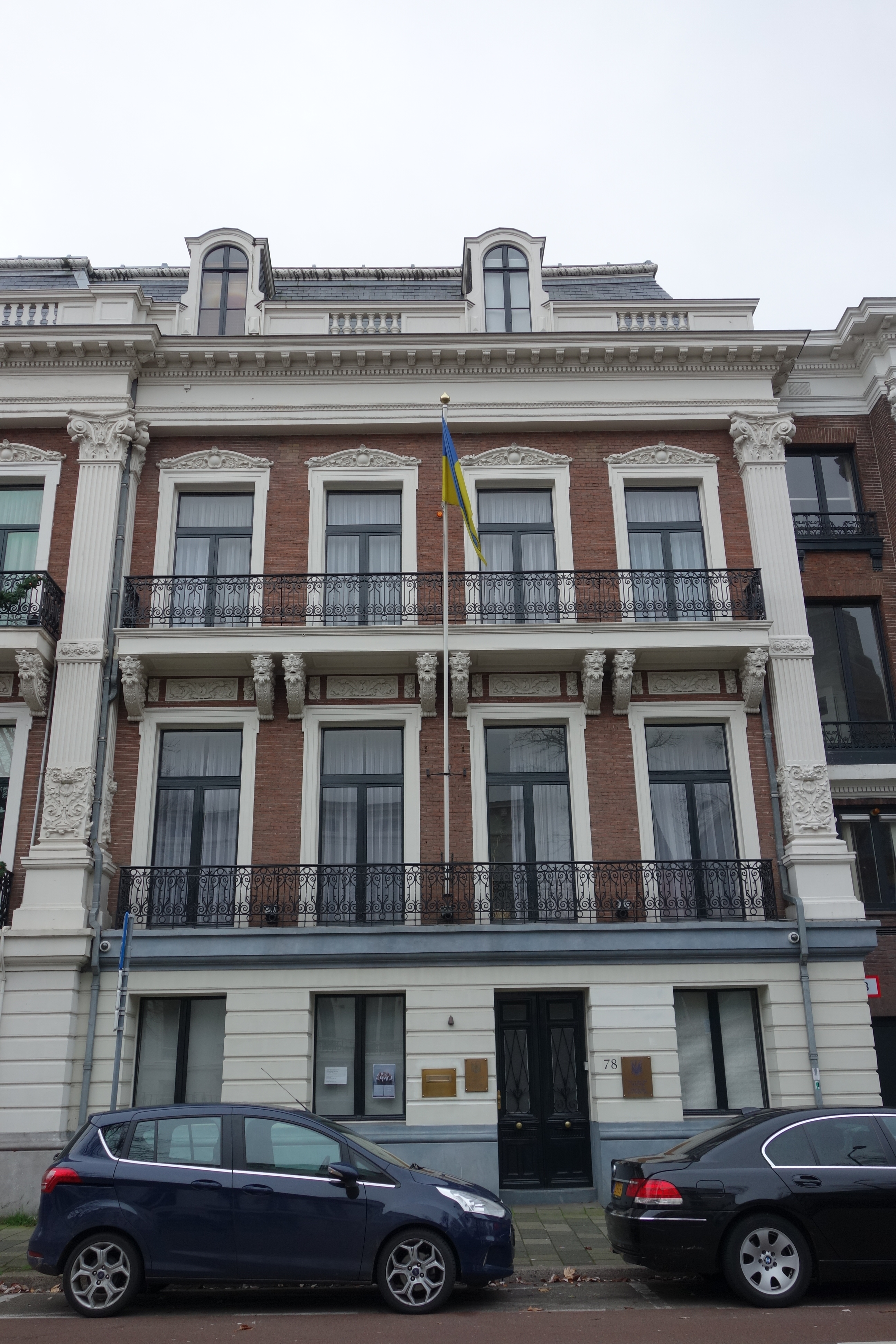
Ukrajna hágai nagykövetsége

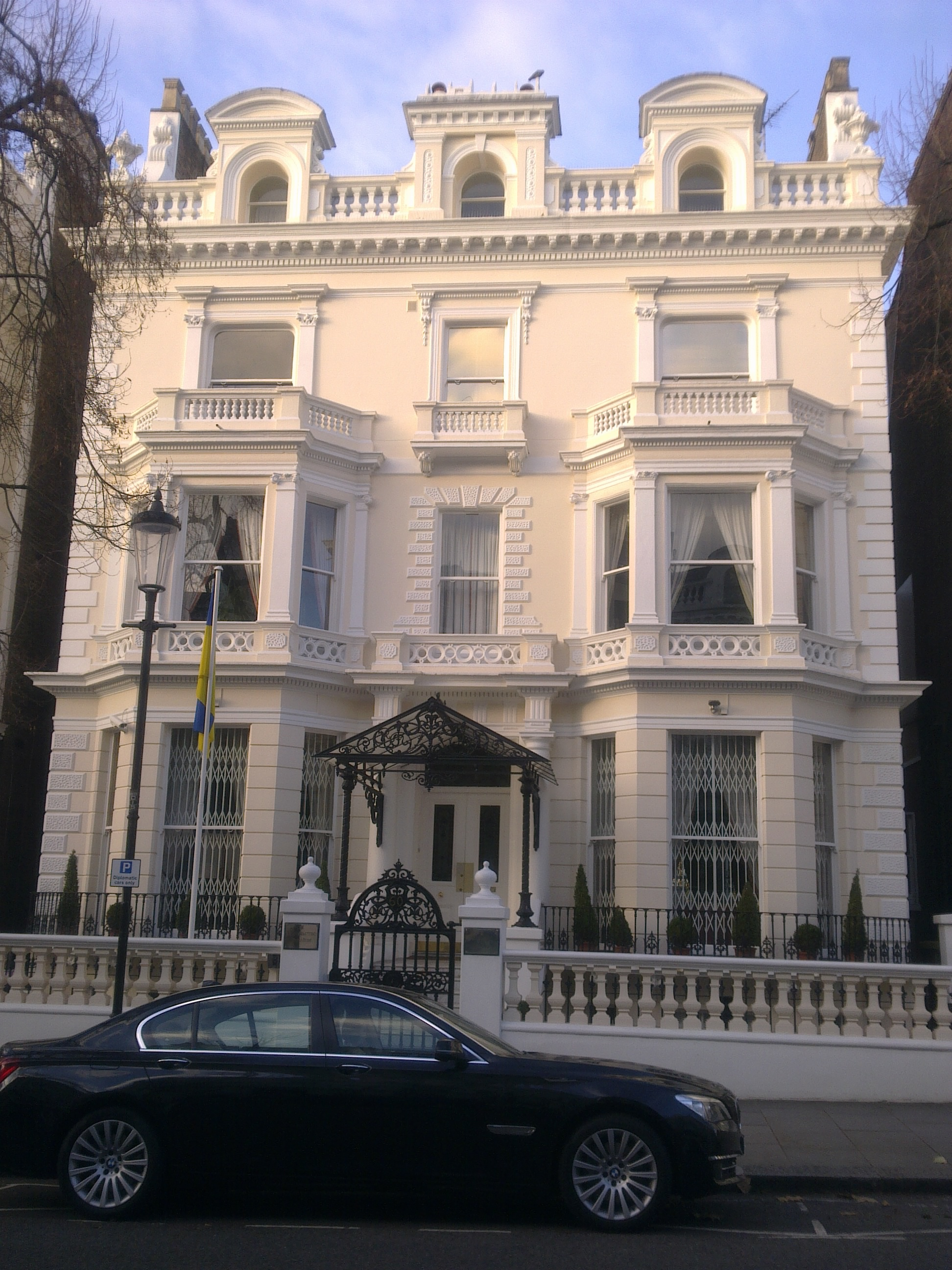
Ukrajna londoni nagykövetsége

- Apostoli Szentszék, Vatikán: nagykövetség
  - Róma (nagykövetség)[2]
- Ausztria: Bécs (nagykövetség)
- Ausztria: Bécs (Ukrajna állandó képviselete az ENSZ intézményei mellett
- Belgium: Brüsszel (nagykövetség)
- Belgium: Brüsszel (Ukrajna állandó képviselete az Európai Unió mellett)
- Bosznia-Hercegovina: Szarajevó (konzuli iroda)
- Bulgária: Szófia (nagykövetség)
  - Várna (főkonzulátus)
- Ciprus: Nicosia (nagykövetség)
- Csehország: Prága (nagykövetség)
  - Brno (Consulate)
- Dánia: Koppenhága (nagykövetség)
- Egyesült Királyság: London (nagykövetség)
  - Edinburgh (főkonzulátus)
- Észak-Macedónia: Szkopje (nagykövetség)
- Észtország: Tallinn (nagykövetség)
- Fehéroroszország: Minszk (nagykövetség)
  - Breszt (főkonzulátus)
- Fehéroroszország: Minszk (Ukrajna állandó képviselete a Független Államok Közössége mellett)
- Finnország: Helsinki (nagykövetség)
- Franciaország: Párizs (nagykövetség)
- Franciaország: Párizs (Ukrajna állandó képviselete a UNESCO mellett)
- Franciaország: Strasbourg (Ukrajna állandó képviselete az Európa Tanács mellett)
- Görögország: Athén (nagykövetség)
  - Szaloniki (főkonzulátus)
- Hollandia: Hága (nagykövetség)
- Horvátország: Zágráb (nagykövetség)
- Írország: Dublin (nagykövetség)
- Lengyelország: Varsó (nagykövetség)
  - Gdańsk (főkonzulátus)
  - Krakkó (főkonzulátus)
  - Lublin (főkonzulátus)
  - Opole (főkonzulátus)
- Lettország: Riga (nagykövetség)
- Litvánia: Vilnius (nagykövetség)
- Magyarország: Budapest (nagykövetség)
  - Nyíregyháza (főkonzulátus)
- Moldova: Chișinău (nagykövetség)
  - Bălți (konzulátus)
- Montenegró: Podgorica (nagykövetség)
- Németország: Berlin (nagykövetség)
  - Frankfurt am Main (főkonzulátus)
  - Düsseldorf (főkonzulátus)
  - Hamburg (főkonzulátus)
  - München (főkonzulátus)
- Norvégia: Oslo (nagykövetség)
- Olaszország: Róma (nagykövetség)
  - Milánó (főkonzulátus)
  - Nápoly (főkonzulátus)
- Portugália: Lisszabon (nagykövetség)
  - Porto (konzulátus)
- Románia: Bukarest (nagykövetség)
  - Szucsáva (főkonzulátus)
- Oroszország: Moszkva (nagykövetség)
  - Rosztov-na-Donu (főkonzulátus)
  - Szentpétervár (főkonzulátus(wd))
  - Tyumeny (főkonzulátus)
  - Vlagyivosztok (főkonzulátus)
- Szerbia: Belgrád (nagykövetség)
- Szlovákia: Pozsony (nagykövetség)
  - Eperjes (főkonzulátus)
- Szlovénia: Ljubljana (nagykövetség)
- Spanyolország: Madrid (nagykövetség)
  - Barcelona (főkonzulátus)
  - Málaga (konzulátus)
- Svédország: Stockholm (nagykövetség)
- Svájc: Bern (nagykövetség)
- Svájc: Genf (Ukrajna állandó képviselete az ENSZ mellett

## Afrika
- Algéria: Algír (nagykövetség(wd))
- Angola: Luanda (nagykövetség(wd))

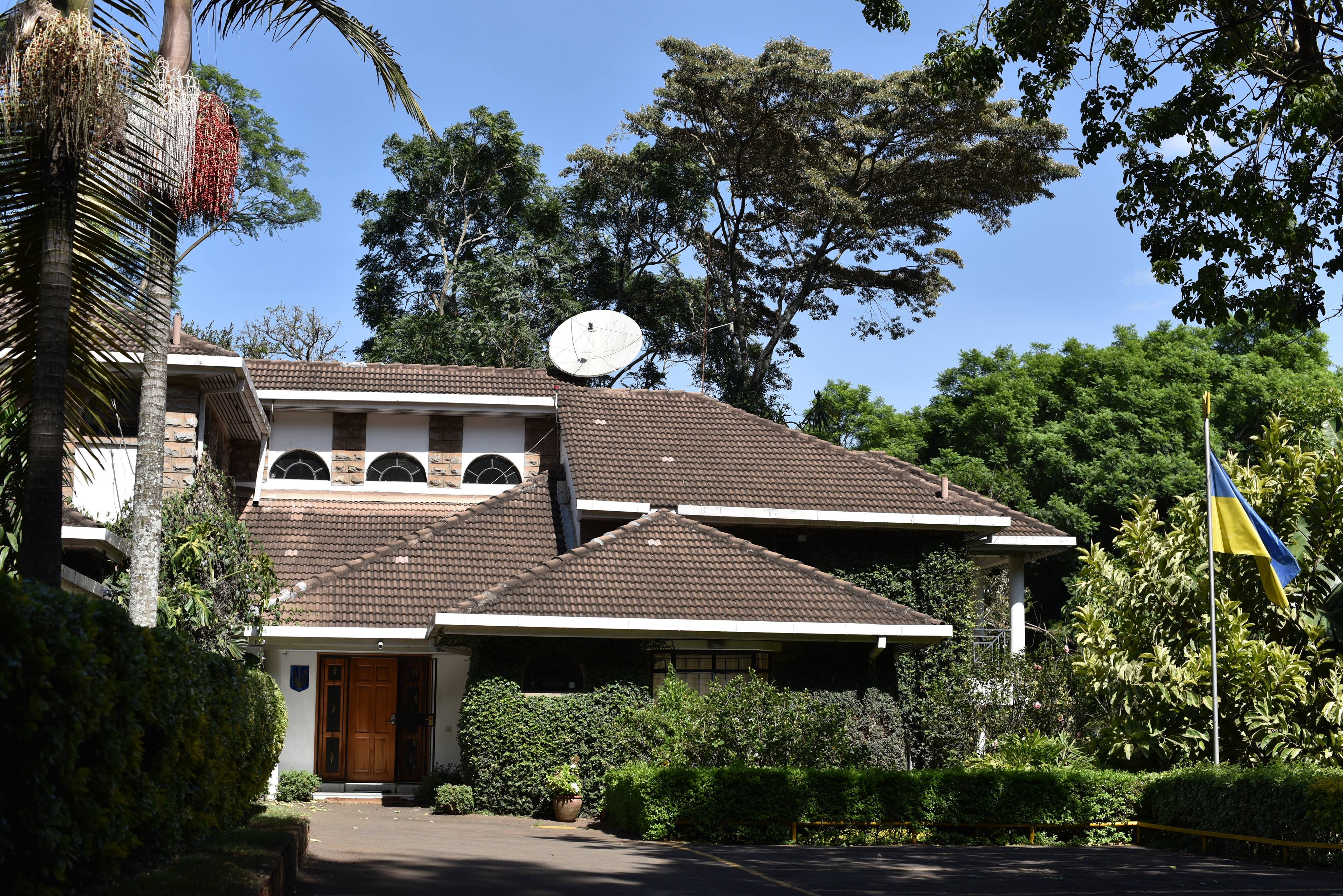
Ukrán nagykövetség Nairobiban

- Dél-afrikai Köztársaság: Pretoria (nagykövetség)
- Egyiptom: Kairó (nagykövetség)
- Etiópia: Addisz-Abeba (nagykövetség)
- Kenya: Nairobi (nagykövetség)
- Líbia: Tripoli (nagykövetség)
- Marokkó: Rabat (nagykövetség)
- Nigéria: Abuja (nagykövetség)
- Szenegál: Dakar (nagykövetség)
- Tunézia: Tunisz (nagykövetség)

## Amerika

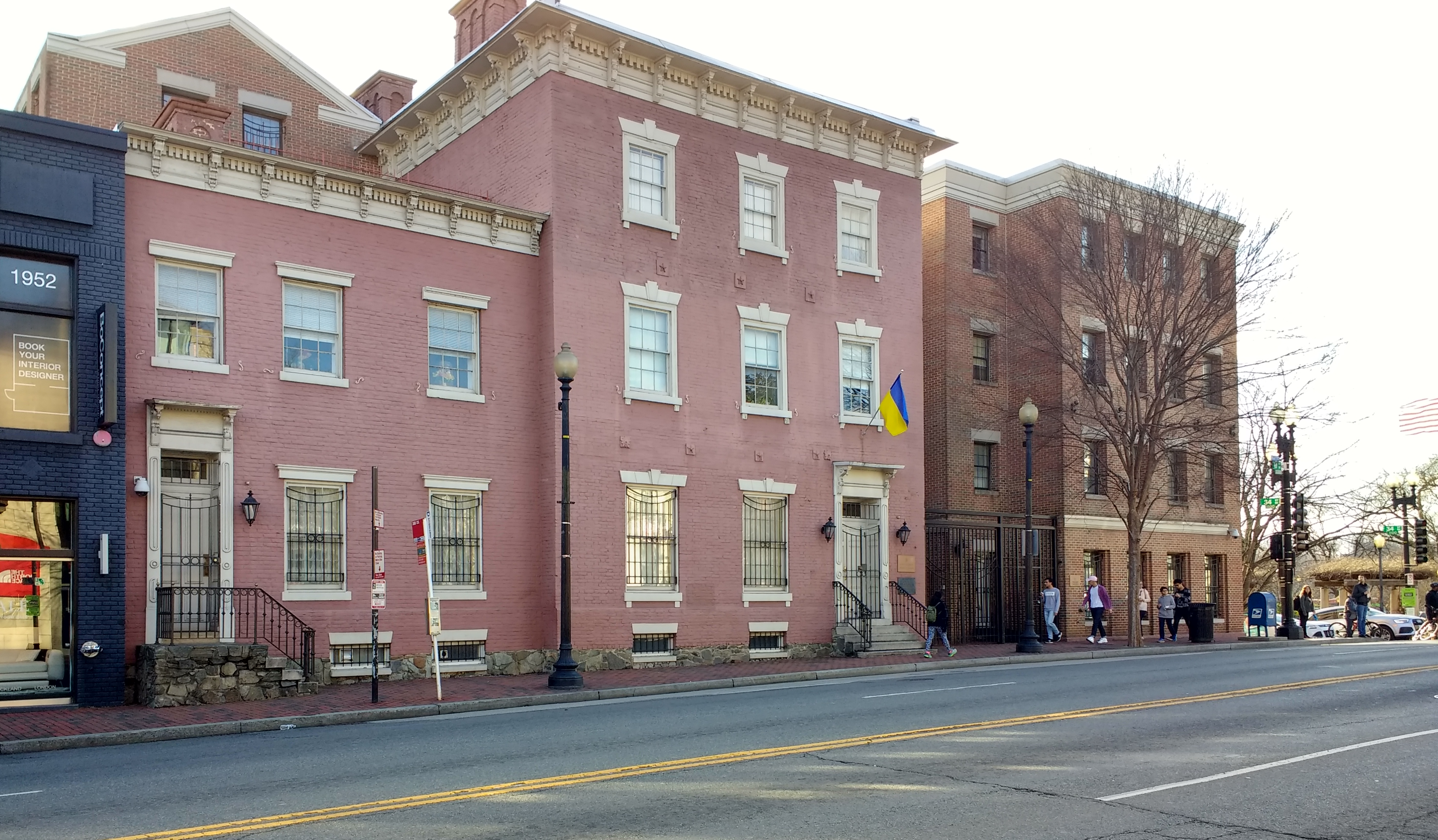
Ukrajna washingtoni nagykövetsége

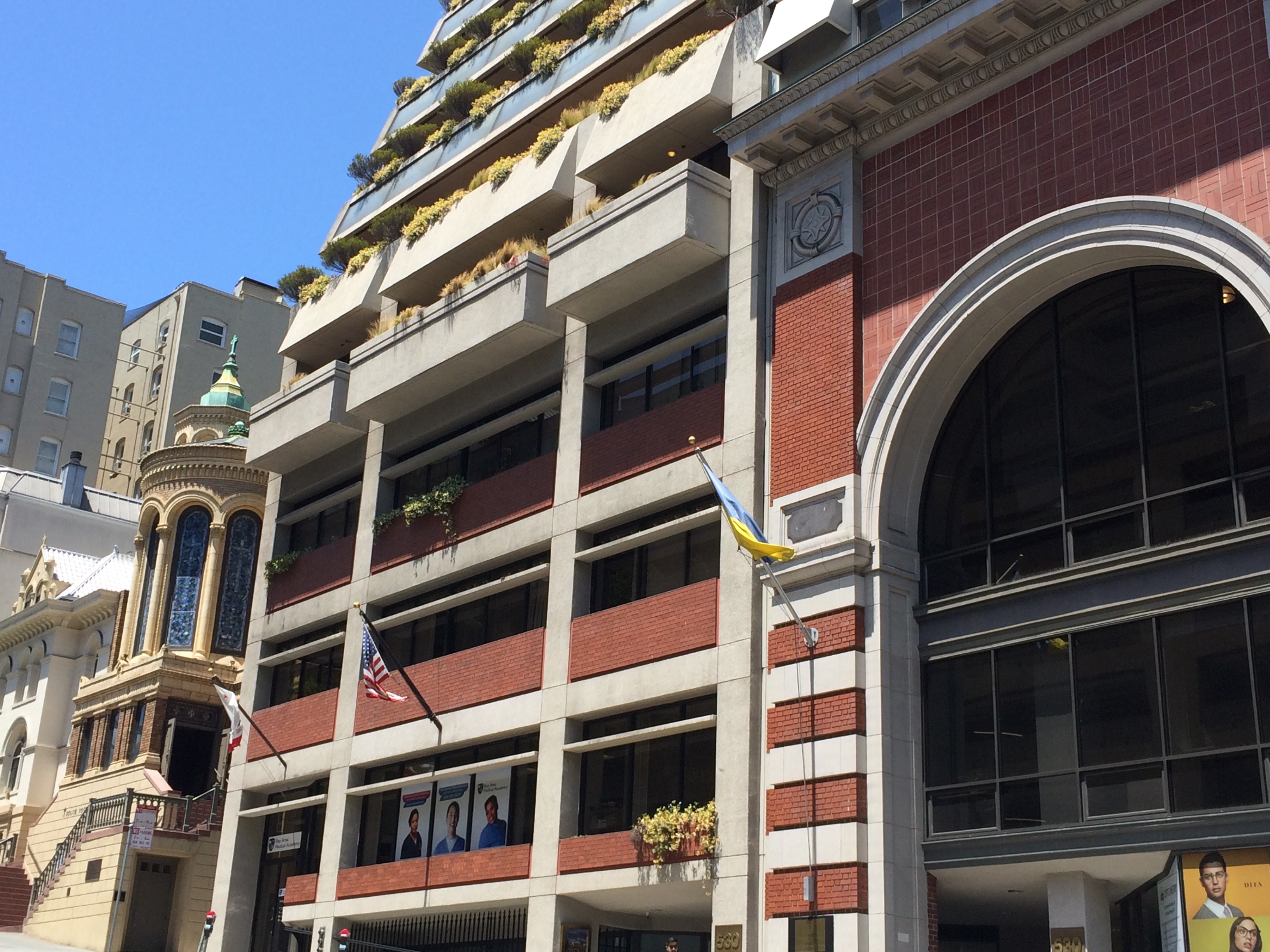
A San Francisco-i főkonzulátus

- Amerikai Egyesült Államok: Washington (nagykövetség)
  - Chicago (főkonzulátus)
  - New York (főkonzulátus)
  - San Francisco (főkonzulátus)
- Amerikai Egyesült Államok: New York (Ukrajna állandó képviselete az ENSZ mellett
- Argentína: Buenos Aires (nagykövetség(wd))
- Brazília: Brazíliaváros (nagykövetség)
  - Rio de Janeiro (főkonzulátus)
  - Curitiba (konzulátus)
- Kanada: Ottawa (nagykövetség)
  - Edmonton (főkonzulátus)
  - Toronto (főkonzulátus)
- Kuba: Havanna (nagykövetség)
- Mexikó: Mexikóváros (nagykövetség)
- Peru: Lima (nagykövetség)

## Ázsia
- Azerbajdzsán: Baku (nagykövetség)
- Dél-Korea: Szöul (nagykövetség)

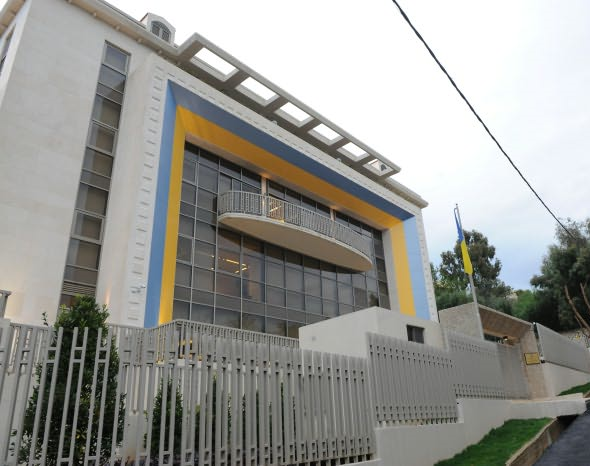
A bejrúti nagykövetség

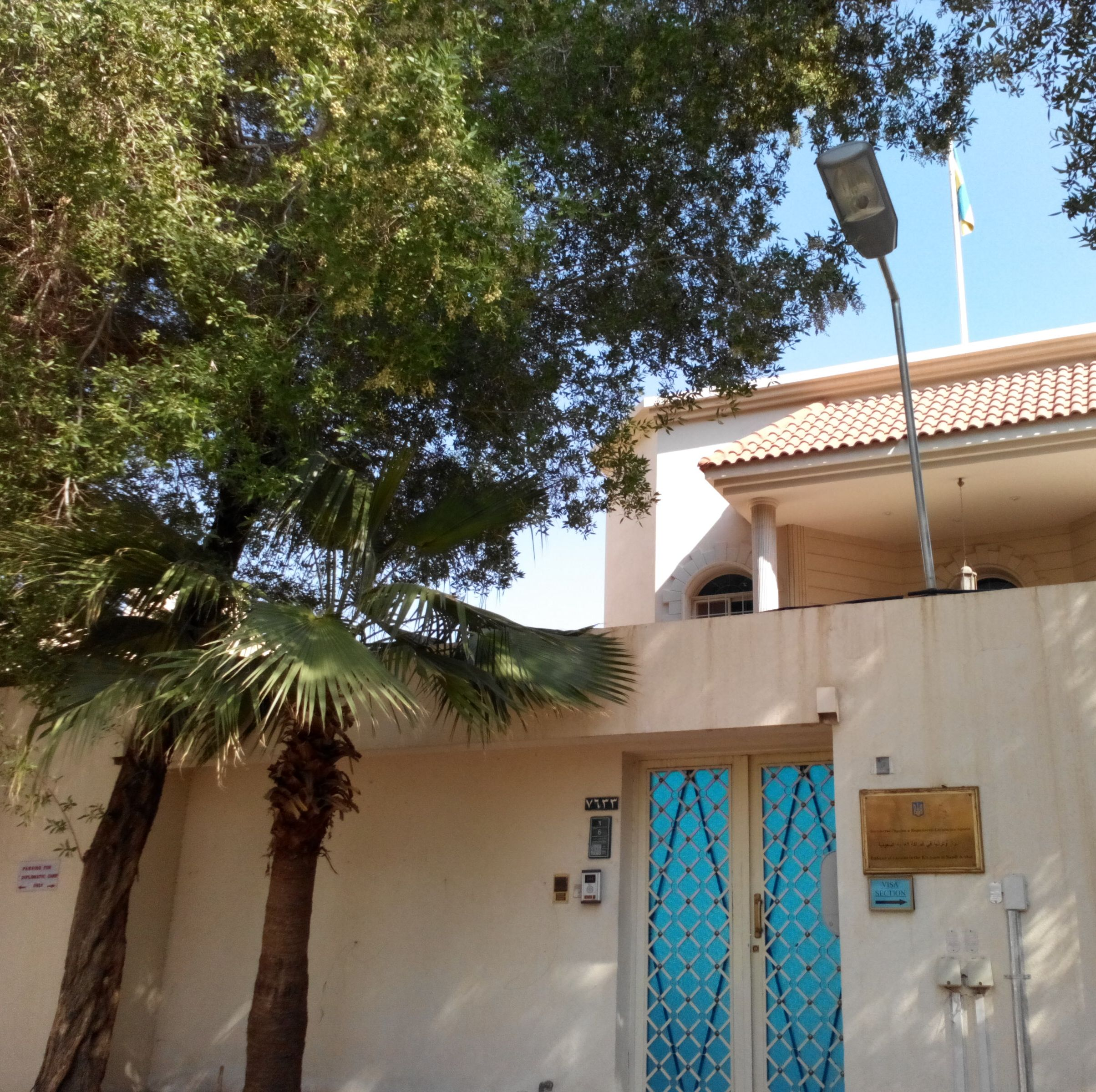
Ukrajna Rijádi nagykövetsége

- Grúzia: Tbiliszi (nagykövetség)
  - Batumi (főkonzulátus)
- India: Delhi (nagykövetség)
- Indonézia: Jakarta (nagykövetség)
- Irán: Teherán (nagykövetség)
- Irak: Bagdad (nagykövetség)
- Izrael: Tel-Aviv (nagykövetség)
  - Haifa (főkonzulátus)
- Japán Tokió (nagykövetség)
- Jordánia: Ammán (nagykövetség)
- Katar: Doha (nagykövetség)
- Kazahsztán: Nur-Szultan (nagykövetség)
  - Almati (főkonzulátus)
- Kína: Peking (nagykövetség)
  - Guangzhou (főkonzulátus)
  - Sanghaj (főkonzulátus)
- Kuvait: Kuvaitváros (nagykövetség)
- Kirgizisztán: Biskek (nagykövetség)
- Libanon: Bejrút (nagykövetség)
- Malajzia: Kuala Lumpur (nagykövetség)
- Örményország: Jereván (nagykövetség(wd))
- Pakisztán: Iszlámábád (nagykövetség)
- Palesztina: Rámalláh (Representative Office)
- Szaúd-Arábia: Rijád (nagykövetség)
- Szingapúr: Szingapúr (nagykövetség)
- Szíria: Damaszkusz (nagykövetség)
- Tádzsikisztán: Dusanbe (nagykövetség)
- Thaiföld: Bangkok (nagykövetség)
- Törökország: Ankara (nagykövetség)
  - Antalya (konzulátus)
  - Isztambul (főkonzulátus)
- Türkmenisztán: Aşgabat (nagykövetség)
- Egyesült Arab Emírségek: Abu-Dzabi (nagykövetség)
- Üzbegisztán: Taskent (nagykövetség)
- Vietnám: Hanoi (nagykövetség)

## Ausztrália és Óceánia
- Ausztrália: Canberra (nagykövetség(wd))

## External links
- Ukrajna Külügyminisztériuma
- Az ukrán diplomáciai missziók adatai (archivált)
- Térképes kereső az ukrán diplomáciai missziókról